# 東栗子トンネル

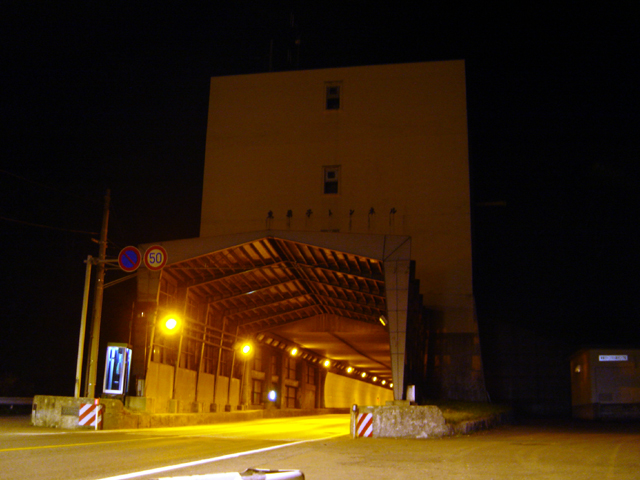
東栗子トンネル福島側坑口

東栗子トンネル（ひがしくりこトンネル）は、福島県福島市飯坂町中野と同市大笹生にある国道13号のトンネル。

## 概要
延長2,376m。1966年（昭和41年）開通。国道13号栗子峠の冬季不通の解消のため作られた栗子道路のトンネルの1つ。旧栗子トンネルよりも南に掘削された。また、開通当初は国内で5番目に長い道路トンネルであった。
福島市側から高平、中野第一、中野第二、大滝第一、大滝第二、東栗子、西栗子と7つのトンネルで奥羽山脈を横切る。
入口の建物には換気設備が備えられており、トンネル上部の送気ダクトへ外気を送って、トンネル内の換気をしている。
2012年（平成24年）12月2日に中央自動車道笹子トンネルで発生した崩落事故を受けて、笹子トンネルと同じくつり天井方式を採用している東栗子トンネルの緊急点検を実施した。
東栗子トンネル、西栗子トンネルの天井板撤去工事を、2013年（平成25年）10月15日から2013年（平成25年）12月20日の間で実施されていた。24時間連続での片側通行規制の工事のため、国土交通省では国道113号、国道121号を迂回するよう呼びかけていた。
しかしながら工事は順調に進み、12月2日午後4時で東栗子トンネルの24時間片側交互通行規制は解除され、通常の対面通行できるようになった。12月13日までの午前9時から午後4時の時間帯に西栗子トンネルの片側交互通行は継続されていた。

## 隣のトンネル
（福島方面） 大滝第二トンネル - 東栗子トンネル - 西栗子トンネル （秋田方面）